# Promethazine
Promethazine là thuốc kháng histamine thế hệ đầu tiên. Nó được sử dụng để điều trị dị ứng, khó ngủ và buồn nôn. Nó có thể giúp điều trị một số triệu chứng liên quan đến cảm lạnh thông thường. Nó cũng có thể được sử dụng để làm dịu những người đang kích động hoặc lo lắng. Nó có sẵn như một xi-rô uống qua miệng, như một thuốc đạn trực tràng, hoặc bằng cách tiêm cơ bắp.
Tác dụng phụ thường gặp bao gồm nhầm lẫn và buồn ngủ. Rượu hoặc thuốc an thần khác có thể làm cho điều này tồi tệ hơn. Không rõ liệu sử dụng trong khi mang thai hoặc cho con bú là an toàn cho em bé. Sử dụng không được khuyến cáo ở những người dưới hai tuổi do ảnh hưởng tiêu cực đến quá trình hô hấp. Sử dụng bằng cách tiêm vào tĩnh mạch không được khuyến cáo do tổn thương da tiềm ẩn. Thuốc này nằm trong họ thuốc phenothiazine.
Promethazine được sản xuất vào những năm 1940 bởi một nhóm các nhà khoa học từ phòng thí nghiệm Rhône-Poulenc. Nó đã được phê duyệt cho sử dụng y tế tại Hoa Kỳ vào năm 1951. Nó là một loại thuốc chung và có sẵn dưới nhiều tên thương hiệu trên toàn cầu. Chi phí bán buôn của thuốc công thức uống qua miệng ít hơn US $ 0,20 mỗi liều vào năm 2018. Ở Anh, liều này chỉ tốn chưa đến 0,25 pounds. Năm 2016, đây là loại thuốc được kê đơn nhiều thứ 160 tại Hoa Kỳ với hơn 3 triệu đơn thuốc.

## Dược lý
Promethazine, một dẫn xuất phenothiazine, có cấu trúc khác với phenothiazin thần kinh, với tác dụng tương tự nhưng khác nhau. Nó hoạt động chủ yếu như một chất đối kháng mạnh của thụ thể H <sub id="mwsg">1</sub> (kháng histamine) và chất đối kháng thụ thể mACh vừa phải (anticholinergic), và cũng có ái lực yếu đến trung bình đối với 5-HT <sub id="mwug">2A</sub>, 5-HT <sub id="mwvg">2C</sub>, D <sub id="mwwg">2</sub>, và thụ thể <sub id="mwyA">1</sub> -adrenergic, trong đó nó cũng hoạt động như một chất đối kháng ở tất cả các vị trí.
Một công dụng đáng chú ý khác của promethazine là gây tê cục bộ, bằng cách phong tỏa các kênh natri.